# Starnberg
Starnberg est une ville allemande, chef-lieu de l'arrondissement de Starnberg, en Bavière. Elle est située à environ 25 kilomètres au sud-ouest de Munich, au nord du lac de Starnberg, et compte 23 086 habitants.

## Histoire
Ce lieu a été mentionné pour la première fois en 1226. Le château de Starnberg, propriété du comte d'Andechs-Meran s'appelait « Starnberg Castrum ».
Le nom porté encore aujourd'hui par la ville et le château date de 1208. Avant que la ville de Starnberg prenne ce nom, elle s'appelait « Ahein am Würmsee ». À partir de 1246, le bourg de Starnberg appartient aux Wittelsbach. Starnberg se développe au XIXe siècle et devient un lieu de villégiature important au bord du lac de Starnberg, qui à l'origine s'appelait Würmsee. 
En 1854, le chemin de fer relie Munich à Starnberg. Mais Starnberg reste jusqu'au XXe siècle un village de pêcheurs. À partir de 1912, la ville attire des Munichois qui l'adoptent comme lieu de résidence. Aujourd'hui, Starnberg est un lieu très apprécié par ses nombreux habitants et aussi un des lieux de promenade préférés des Munichois.

## Évolution de la population
| Année | Habitants |
| ----- | --------- |
| 1871  | 1 147     |
| 1900  | 2 853     |
| 1910  | 3 633     |
| 1919  | 4 214     |
| 1929  | 4 838     |
| 1939  | 5 846     |
| 1946  | 8 540     |

| Année | Habitants |
| ----- | --------- |
| 1950  | 9 234     |
| 1960  | 10 490    |
| 1970  | 10 504    |
| 1978  | 17 517    |
| 1983  | 17 583    |
| 1990  | 20 371    |
| 2000  | 21 650    |

| Année | Habitants |
| ----- | --------- |
| 2002  | 22 507    |
| 2003  | 22 543    |
| 2004  | 22 676    |
| 2005  | 23 067    |
| 2006  | 22 959    |
| 2007  | 23 034    |
| 2011  | 24 815    |

## Personnalités liées à la commune
- Georges de Habsbourg, né à Starnberg
- Hanna Solf (1887-1955) résistante contre le nazisme, a vécu à Starnberg après la guerre et y est décédée
- Marianne Sägebrecht, actrice, née à Starnberg
- Adolf von Baeyer, chimiste, mort à Starnberg
- Jürgen Habermas, philosophe et sociologue, a longtemps vécu à Starnberg
- Johannes Heesters, acteur et chanteur néerlandais
- Reinhard Gehlen, général et chef des services de renseignement, mort à Starnberg
- Adrian Sutil, pilote de Formule 1
- Rebecca Abe, femme de lettres et illustratrice née à Starnberg
- Louis II (roi de Bavière) Mort noyé dans le lac de Starnberg en voulant rejoindre Possenhofen où séjournait sa cousine l'impératrice d'Autriche et reine de Hongrie Élisabeth dite Sissi

## Monuments
- Église Saint-Joseph : chef-d'œuvre du rococo, chaire, autel et statues d'Ignaz Günther.

## Jumelage
- Dinard (France), en  Bretagne gallèse, depuis 1977.